# 신갈중학교
신갈중학교(新葛中學校)는 대한민국 경기도 용인시 기흥구 신갈동에 있는 공립 중학교이다.

## 학교 연혁
- 1971년 1월 9일 : 신갈중학교 설립 인가
- 1971년 3월 1일 : 초대 이태훈 교장 취임
- 2017년 2월 7일 : 제44회 졸업식 거행(146명) 졸업식 연인원 15,179명
- 2018년 3월 1일 : 제16대 김용옥 교장 취임
- 2023년 1월 4일 : 졸업식(87명)
- 2023년 3월 2일 : 입학식(14학급 287명)

## 참고 자료
- 신갈중학교 - 한국교육학술정보원 학교알리미